# San Pancrazio
San Pancrazio (tiếng Ý: San Pancrazio; tiếng Đức: St. Pankraz; Archaic (1098 AD): San Pancracii) là một đô thị ở Nam Tirol trong vùng Trentino-Nam Tirol của Ý, có vị trí cách khoảng 60 km về phía bắc của thành phố Trento và khoảng 20 km về phía tây bắc của thành phố Bolzano/Bozen. Tại thời điểm ngày 31 tháng 12 năm 2004, đô thị này có dân số 1.585 người và diện tích là 63,1 km².
St. Pankraz (San Pancrazio) giáp các đô thị: Lana, Laurein (Lauregno), Naturns (Naturno), Unsere Liebe Frau im Walde-St. Felix (Senale-San Felice), Tisens (Tesimo), Ulten (Ultimo), và Castelfondo.